# ハワイ州道92号線

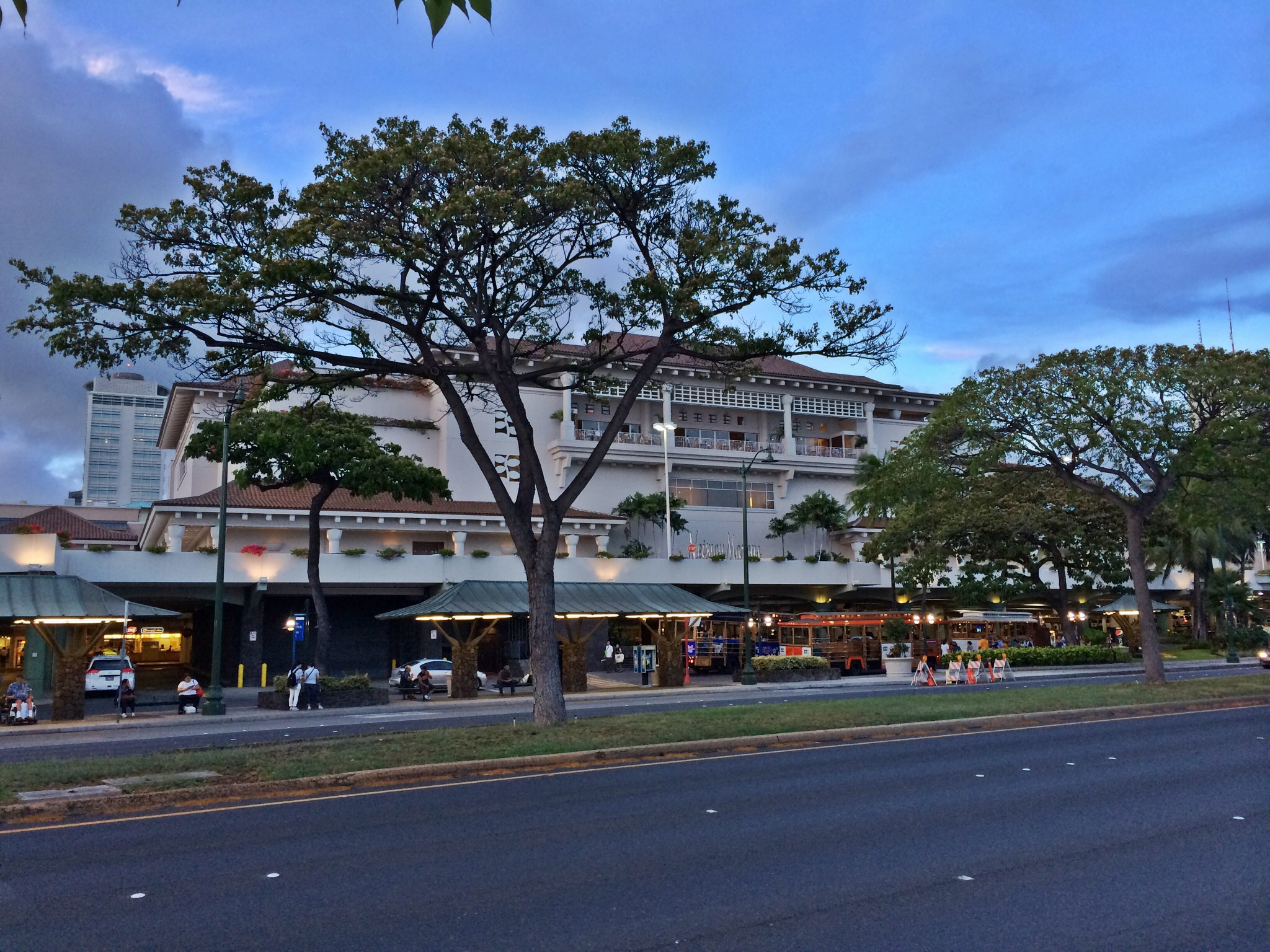
ハワイ州道92号線はアラモアナセンターの南側（海側）を通過

ハワイ州道92号線（ハワイしゅうどうきゅうじゅうにごうせん、英語: Hawaii State Highway 92）はアメリカ合衆国ハワイ州のオアフ島の州道で、島の東西を走る幹線になっている。

## 概要
ハワイ州道92号線はアメリカ合衆国ハワイ州の中心的な島であるオアフ島の南岸を走る州道で、島の東西を走る幹線になっている。

## 路線
ハワイ州道92号線は、西はパールハーバー・ヒッカム空軍基地を起点として、ホノルル国際空港付近では州間高速道路ハワイ1号線の下を通り、しばらくすると山側を東へ行くこの高速道路と別れてニミッツ・ハイウェイ（Nimitz Highway）として海側を東へ向かい、ホノルル港があるダウンタウン付近からはアラモアナ大通り（Ala Moana Boulevard）となり、アラモアナセンターを経て、ワイキキのカラカウア大通り（Kalakaua Ave.）に突き当たり終る。 

## バス
オアフ島の公共バスTheBusでホノルル国際空港からワイキキへ行く際は、19号バスがほぼこの道路を通る。  

## 参照
1. ↑   ハワイ州道92号線 (英語)
2. ↑   ザ・バスの路線一覧 (英語)